# Violettbrauner Täubling
Der Violettbraune Täubling (Russula brunneoviolacea) ist ein Pilz aus der Familie der Täublingsverwandten (Russulaceae). Er ist durch einen anfangs fast schwarzen oder schwarzfleckigen Hut gekennzeichnet, der sich jedoch bald violettbraun verfärbt. Aufgrund seiner samtigen Oberfläche wird er auch Braunvioletter Samttäubling genannt. Die Lamellen sind blass bis schwach gelblich gefärbt.

## Merkmale

### Makroskopische Merkmale

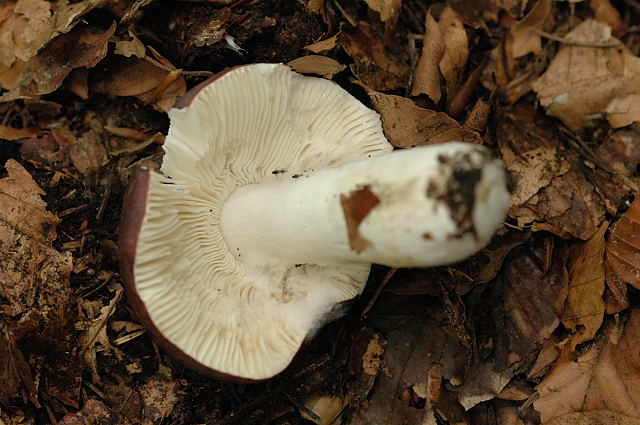
Unterseite des Violettbraunen Täublings

Der Hut kann in unterschiedlichen blauvioletten Farben auftreten, die satt oder braun getrübt sein können. Anfangs ist er sehr dunkel-violett bis fast schwarz gefärbt, später besitzt er nur noch schwarze Flecken oder eine fuchsigbraune Färbung. Die Farbkonturen gehen wolkenförmig ineinander über. Die Hutmitte erscheint vor allem im Alter in unterschiedlichen, mehr oder weniger hellen Ockertönen. Zum Rand hin ist er manchmal dunkel oliv gefärbt.
Der Hut erreicht einen Durchmesser von 3 bis 8, manchmal 10 Zentimetern. Er bleibt lange gewölbt, flacht aber schließlich ab. Die Oberfläche ist im frischen Zustand sehr schmierig und erscheint unter der Lupe körnig-höckerig aufgelöst. Sie bleibt lange speckig glänzend. Die Huthaut ist bis zur Hälfte oder zu zwei Dritteln abziehbar. Der Hutrand ist mehr oder weniger breit gerieft.
Die Lamellen sind blass bis strohgelb gefärbt, sie können aber auch bis buttergelb getönt sein und einen zitronenfarbenen Schein besitzen. Sie sind dünn, abgerundet und stehen fast gedrängt. Sie sind mit einigen kürzeren gabeligen Zwischenlamellen untermischt.
Der Stiel ist weiß gefärbt und besitzt nie Rottöne. An der Basis sowie nach Verletzungen und auf Druck kann er chrom- bis zitronengelb erscheinen. Er ist oft keulig geformt und kann auch schlanker oder dicker ausgebildet sein. Der Stiel erreicht eine Länge von 2 bis 8 Zentimetern und eine Dicke von 0,8 bis 2 Zentimetern. Er ist nur etwas fest und starr. Später wird er schwammig sowie oft graulich bis bräunlich und welkt schnell.
Das Fleisch ist ebenfalls weiß und läuft zur Stielbasis manchmal gelblich an. Unter der Huthaut ist es gelblich oder grünlich getönt. Es riecht bei einigen Exemplaren obstartig und schmeckt meistens mild, in den Lamellen manchmal etwas schärflich. Mit Eisensulfat färbt es schnell fleisch- oder roströtlich.
Das Sporenpulver ist cremefarben.

### Mikroskopische Merkmale
Die Sporen sind blass und rundlich bis länglich geformt; sie messen 7,5–10 × 6,5–8,5 Mikrometer. Sie besitzen kräftige, lange Stacheln, die isoliert stehen oder mit einem feinen Netz miteinander verbunden sind. Die Zystiden stehen an den Lamellenschneiden gedrängt, an den Lamellenflächen sind sie nur in geringer Zahl vorhanden. In Sulfovanillin färben sie sich halb oder gänzlich blau. Auch an der Huthaut befinden sich an der Spitze verdünnte, 4 bis 8 Mikrometer breite Zystiden, die sich mit Sulfovanillin blau färben.

## Artabgrenzung
Ähnliche violett gefärbte Täublinge sind unter anderen der Amethyst- (R. amethystina) und der Jodoformtäubling (R. turci), die beide dunkleres, hellockerfarbenes Sporenpulver und daher auch dunklere Lamellen besitzen und oft einen Jodoformgeruch aufweisen. Verwechslungsmöglichkeit besteht auch mit dem Lederstiel-Täubling (R. viscida). Sein Hut blasst oft stark gelblich aus und der Stiel ist ledergelb gefärbt. Die Huthaut ist kaum abziehbar und der Hutrand kaum gerieft. Ähnlich kann auch der Stachelbeer-Täubling (R. queletii) sein, er schmeckt allerdings brennend scharf.

## Ökologie
Der Violettbraune Täubling ist in Hainsimsen-Buchen- sowie bodensauren Eichen-Hainbuchen- und Eichen-Mischwäldern zu finden. Dort ist er auf oberflächlich abgesauertem Untergrund anzutreffen. Der Pilz bevorzugt flach- bis mittelgründige, mäßig bis deutlich saure, lockere Ranker und sandige bis anlehmige Braunerden, welche arm an Basen und Nährstoffen sind. Diese sind über Bunt- und Keupersandstein sowie über sauer verwitternden Graniten und Gneisen ausgebildet.
Der Violettbraune Täubling ist ein Mykorrhiza-Pilz, der mit Laubbäumen, vor allem Rotbuchen, eine Verbindung eingeht. Daneben zählen auch Eichen, Birken, Kastanien und Haseln zu den Symbiosepartnern. Die Fruchtkörper werden von Juni bis Oktober gebildet. Damit ist er einer der am frühesten erscheinenden Täublinge im Jahr.

## Verbreitung

Europäische Länder mit Fundnachweisen des Violettbraunen Täublings.
Legende:
Länder mit Fundmeldungen
Länder ohne Nachweise
keine Daten
außereuropäische Länder

Der Violettbraune Täubling ist in Europa und Asien (Russland-Fernost) und Nordamerika (USA) verbreitet. In Europa reicht das Gebiet von Großbritannien, den Niederlanden und Frankreich bis Belarus und Russland im Osten. Nach Norden ist er bis zu den Hebriden, Norwegen und Schweden anzutreffen. In Mitteleuropa kann der Pilz vor allem in der Schweiz, in Österreich und Tschechien gefunden werden. Außerdem wächst er in Deutschland und Polen.
In Deutschland ist er in allen Bundesländern nachgewiesen und kommt zerstreut vom Flachland bis ins mittlere Bergland vor. Verbreitungslücken sind vor allem Regionen mit Kalkböden und Nadelwaldgebiete mit geringem Laubholzanteil.

## Systematik

### Infragenerische Systematik
Der Violettbraune Täubling wird von Bon und von Romagnesi in die Untersektion Sphagnophilinae gestellt. In dieser Untersektion werden kleine bis mittelgroße Arten zusammengefasst, die meist rötlich, purpurn oder violett gefärbte Hüte und einen milden Geschmack haben. Das Sporenpulver ist creme- bis ockerfarben.

## Bedeutung
Der Violettbraune Täubling ist essbar.